# Фьялар и Галар
Фья́лар (др.-сканд. Fjalarr) и Га́лар (др.-сканд. Galarr) — в скандинавской мифологии карлики (дверги).

## Сюжет
Братья-карлики Фьялар и Галар участвуют в мифе о том, как верховный бог Один заполучил мёд поэзии — напиток, наделяющий поэтическими способностями. Сюжет мифа изложен асом Браги в «Языке поэзии» (Skáldskaparmál), второй части «Младшей Эдды», в ответ на вопрос колдуна Эгира о том, откуда произошло поэтическое искусство. После того, как завершилась вражда между асами и ванами, в знак примирения каждый из богов плюнул в общую чашу. Для того, чтобы знак мира не пропал, из слюны боги сотворили человека по имени Квасир, который был «так мудр, что нет вопроса, на который он не мог бы ответить». Фьялар и Галар пригласили Квасира к себе, якобы для разговора, и убили, а слитую в котел Одрёрир и чаши Сон и Бодн кровь смешали с мёдом, приготовив таким образом мёд поэзии. Впоследствии карлики отдали мед великану Суттунгу в обмен на то, что он сохранил им жизнь.
От брата Суттунга по имени Бауги о мёде поэзии узнал Один. Он похитил напиток, в три глотка осушив Одрёрир, Сон и Бодн, принял облик орла и полетел в Асгард. Однако Суттунг заметил пропажу и пустился в погоню. Для того, чтобы скрыться от великана, Один выпустил часть меда через задний проход — именно она досталась скальдам.